# استون سندفورد (باكينجهامشير)
استون سندفورد (بالإنجليزية: Aston Sandford)‏ هي قرية وأبرشية مدنية تقع في المملكة المتحدة في إنجلترا. يقدر عدد سكانها بـ 43 نسمة .